# HD 196035
HD 196035，又名BD+20 4629，SAO 88846、HR 7862，是一颗恒星，视星等为6.48，位于銀經63.81，銀緯-11.35，其B1900.0坐标为赤經20h 29m 42.5s，赤緯+20° -11.35′ 33″。